# Inno della Repubblica Socialista Sovietica Bielorussa
L'Inno della RSS Bielorussa (in bielorusso Дзяржаўны гімн Беларускай Савецкай Сацыялiстычнай Рэспублiкi?, Dziaržawny himn Biełaruskaj Savieckaj Sacyjalistyčnaj Respubliki; in russo Государственный гимн Белорусской Советской Социалистической Республики?, Gosudarstviennyj gimn Bielorusskoj Sovietskoj Socialističieskoj Riespubliki) fu l'inno della Repubblica Socialista Sovietica Bielorussa. Le musiche vennero composte da Nestar Sakalowski e il testo venne scritto da Mihas' Klimovich. L'inno fu usato dal 1955 al 1991. L'attuale inno bielorusso, My, belarusy, ha la stessa melodia ma un testo diverso.

## Storia
Il 3 febbraio 1944, il Soviet Supremo dell'Unione Sovietica emise un decreto titolato "Inni statali delle Repubbliche Sovietiche". Il decreto fu seguito dalla stessa operazione compiuta nella RSS Azera e dalla RSS Armena, le quali procedettero a crearli chiedendo ausilio a compositori locali. La RSS Lituana adoperò il suo vecchio inno "Tautiška giesmė".

## Testo

Bandiera della RSS Bielorussa

### Testo 1956–1991

#### In bielorusso
| Kirylica | Łacinka | Trascrizione AFI |
| Мы, Беларусы, з братняю Руссю, Разам шукалі к шчасцю дарог. Ў бітвах за волю, ў бітвах за долю З ёй здабылі мы сцяг перамог! Прыпеў: Нас аб’яднала Леніна імя, Партыя к шчасцю вядзе нас ў паход. 𝄆 Партыі слава! Слава Радзіме! Слава табе, Беларускі народ! 𝄇 Сілы гартуе, люд Беларусі, Ў братнім саюзе, ў мужнай сям’і. Вечна мы будзем, вольныя людзі, Жыць на шчаслівай, вольнай зямлі! Прыпеў: Нас аб’яднала Леніна імя, Партыя к шчасцю вядзе нас ў паход. 𝄆 Партыі слава! Слава Радзіме! Слава табе, наш свабодны народ! 𝄇 Дружба народаў – сіла народаў, К шчасцю працоўных сонечны шлях. Горда ж узвіся ў светлыя высі, Сцяг камунізму – радасці сцяг! Прыпеў: Нас аб’яднала Леніна імя, Партыя к шчасцю вядзе нас ў паход. 𝄆 Партыі слава! Слава Радзіме! Слава табе, наш Савецкі народ! 𝄇 | My, Biełarusy, z bratniaju Rusiu, Razam šukali k ščaściu daroh. W bitvach za volu, w bitvach za dolu Ž joj zdabyli my ściah pieramoh! Prypiew: Nas abjadnała Lenina imia, Partyja k ščaściu viadzie nas w pachod. 𝄆 Partyi słava! Słava Radzimie! Słava tabie, Biełaruśki narod! 𝄇 Siły hartuje, lud Biełarusi, W bratnim sajuzie, w mužnaj siamji. Viečna my budziem, volnyja ludzi, Žyć na ščaslivaj, volnaj ziamli! Prypiew: Nas abjadnała Lenina imia, Partyja k ščaściu viadzie nas w pachod. 𝄆 Partyi słava! Słava Radzimie! Słava tabie, naš svabodny narod! 𝄇 Družba narodaw – siła narodaw, K ščaściu pracownych soniečny šlach. Horda ž uzvisia w svietłyja vysi, Ściah kamunizmu – radaści ściah! Prypiew: Nas abjadnała Lenina imia, Partyja k ščaściu viadzie nas w pachod. 𝄆 Partyi słava! Słava Radzimie! Słava tabie, naš Saviecki narod! 𝄇 | [mɨ ǀ bʲe̞ɫ̪ärus̪ɨ ǀ z̪‿brät̪n̪ʲäju rus̪ʲːu ǀ] [räz̪äm ʂukäl̪ʲi k‿ʂʈ͡ʂäs̪ʲt̻͡s̪ʲu d̪äro̞x ‖] [β̞‿bʲit̪väɣ z̪ä vo̞l̪ʲu ǀ β̞‿bʲit̪väɣ z̪ä d̪o̞l̪ʲu] [z̪ʲ‿jo̞j z̪d̪äbɨl̪ʲi mɨ s̪ʲt̻͡s̪ʲäx pʲe̞rämo̞x ‖] [prɨpʲe̞w] [n̪äs̪ äbjäd̪n̪äɫ̪ä l̪ʲe̞n̪ʲin̪ä jimʲä ǀ] [pärt̪ɨjä k‿ʂʈ͡ʂäs̪ʲt̻͡s̪ʲu vʲäd̻͡z̪ʲe̞ n̪äs̪ β̞‿päxo̞t̪ ‖] 𝄆 [pärt̪ɨ͡i s̪ɫ̪ävä ‖ s̪ɫ̪ävä räd̻͡z̪ʲimʲe̞ ‖] [s̪ɫ̪ävä t̪äbʲe̞ ǀ bʲe̞ɫ̪ärus̪ʲkʲi n̪äro̞t̪ ‖] 𝄇 [s̪ʲiɫ̪ɨ ɣärt̪uje̞ ǀ l̪ʲud̪ bʲe̞ɫ̪ärus̪ʲi ǀ] [β̞‿brät̪n̪ʲim s̪äjuz̪ʲe̞ ǀ β̞‿muʐnäj s̪ʲämji ‖] [vʲe̞ʈ͡ʂn̪ä mɨ bud̻͡z̪ʲe̞m ǀ vo̞l̪ʲn̪ɨjä l̪ʲud̻͡z̪ʲi ǀ] [ʐɨt̻͡s̪ʲ n̪ä ʂʈ͡ʂäs̪l̪ʲiväj ǀ vo̞l̪ʲn̪äj z̪ʲäml̪ʲi ‖] [prɨpʲe̞w] [n̪äs̪ äbjäd̪n̪äɫ̪ä l̪ʲe̞n̪ʲin̪ä jimʲä ǀ] [pärt̪ɨjä k‿ʂʈ͡ʂäs̪ʲt̻͡s̪ʲu vʲäd̻͡z̪ʲe̞ n̪äs̪ β̞‿päxo̞t̪ ‖] 𝄆 [pärt̪ɨ͡i s̪ɫ̪ävä ‖ s̪ɫ̪ävä räd̻͡z̪ʲimʲe̞ ‖] [s̪ɫ̪ävä t̪äbʲe̞ ǀ n̪äʂ s̪väbo̞d̪n̪ɨ n̪äro̞t̪ ‖] 𝄇 [d̪ruʐbä n̪äro̞d̪äw ǀ s̪ʲiɫ̪ä n̪äro̞d̪äw ǀ] [k‿ʂʈ͡ʂäs̪ʲt̻͡s̪ʲu prät̻͡s̪o̞wn̪ɨx s̪o̞n̪ʲe̞ʈ͡ʂn̪ɨ ʂl̪ʲäx ‖] [ɣo̞rd̪ä ʐ‿uz̪vʲis̪ʲäw s̪vʲe̞t̪ɫ̪ɨjä vɨs̪ʲi ǀ] [s̪ʲt̻͡s̪ʲäx kämun̪ʲiz̪mu ǀ räd̪äs̪ʲt̻͡s̪ʲi s̪ʲt̻͡s̪ʲäx ‖] [prɨpʲe̞w] [n̪äs̪ äbjäd̪n̪äɫ̪ä l̪ʲe̞n̪ʲin̪ä jimʲä ǀ] [pärt̪ɨjä k‿ʂʈ͡ʂäs̪ʲt̻͡s̪ʲu vʲäd̻͡z̪ʲe̞ n̪äs̪ β̞‿päxo̞t̪ ‖] 𝄆 [pärt̪ɨ͡i s̪ɫ̪ävä ‖ s̪ɫ̪ävä räd̻͡z̪ʲimʲe̞ ‖] [s̪ɫ̪ävä t̪äbʲe̞ ǀ n̪äʂ s̪ävʲe̞t̻͡s̪kʲi n̪äro̞t̪ ‖] 𝄇 |

#### Traduzione russa letterale
| Kirillica | Łatinica |
| --- | --- |
| Мы, белорусы, с братскою Русью, Вместе искали к счастью пути. В битвах за волю, в битвах за долю, С ней добыли мы знамя побед. Нас объединило Ленина имя Партия к счастью ведёт нас в поход 𝄆 Партии слава! Слава Родине! Слава тебе, белорусский народ! 𝄇 Силы закаляет народ Беларуси В братском союзе, в мужественной семье Вечно мы будем, вольные люди Жить на счастливой, вольной земле Нас объединило Ленина имя Партия к счастью ведёт нас в поход 𝄆 Партии слава! Слава Родине! Слава тебе, наш свободный народ! 𝄇 Дружба народов — сила народов, К счастью трудящихся солнечный путь Гордо же взвейся в светлые выси, Флаг коммунизма — радости флаг! Нас объединило Ленина имя Партия к счастью ведёт нас в поход 𝄆 Партии слава! Слава Родине! Слава тебе, наш советский народ! 𝄇 | My, biełorusy, s bratskoju Ruśiu, Vmiestie iskali k sčastju puti. V bitvah za volu, v bitvah za dolu, S niej dobyli my znamia pobieł. Nas ob’jediniło Lenina imia Partija k sčastju viediot nas v pohod 𝄆 Partiji słava! Słava Rodinie! Słava tiebie, biełorusskij narod! 𝄇 Siły zakalajet narod Biełarusi V bratskom sojuzie, v mužiestviennoj siemje Viečno my budiem, volnyje ludi Žitj na sčastlivoj, volnoj ziemle Nas ob’jediniło Lenina imia Partija k sčastju viediot nas v pohod 𝄆 Partiji słava! Słava Rodinie! Słava tiebie, naš svobodnyj narod! 𝄇 Družba narodov – siła narodov, K sčastju trudiaščihsia sołniečnyj putj Gordo žie vzviejsia v svietłyje vysi, Fłag kommunizma – radosti fłag! Nas ob’jediniła Lenina imia Partija k sčastju viediot nas v pohod 𝄆 Partiji słava! Słava Rodinie! Słava tiebie, naš sovietskij narod! 𝄇 |

#### Traduzione in italiano
Noi bielorussi con i fraterni russi
Abbiamo cercato insieme le strade per la felicità
In battaglie per la libertà, in battaglie per il fato
Abbiamo guadagnato insieme la nostra bandiera della vittoria
Il nome di Lenin ci unì,
Il partito ci conduce nella ricerca della felicità
Gloria al Partito! Gloria alla nostra terra!
Gloria a te, popolo bielorusso!
La forza unisce noi bielorussi
In un'unione fraterna, in una famiglia potente
Noi sempre saremo uomini liberi
E vivere in una terra libera!
Il nome di Lenin ci unì,
Il partito ci conduce nella ricerca della felicità
Gloria al Partito! Gloria alla nostra terra!
Gloria a te, nostro popolo libero!
L'amicizia tra popoli, la forza dei popoli
Verso la felicità dei lavoratori sulla strada solare
Orgogliosamente si alza chiaro futuro
La bandiera del Comunismo, la bandiera della felicità!
Il nome di Lenin ci unì,
Il partito ci conduce nella ricerca della felicità
Gloria al Partito! Gloria alla nostra terra!
Gloria a te, nostro popolo sovietico!